# Karin Pistarini
Amalia María Lamota, conocida como Karin Pistarini (Buenos Aires, 26 de abril de 1937-Ibidem; 2 de marzo de 2021), fue una modelo, actriz y presentadora de televisión argentina.

## Carrera
Nacida bajo el verdadero nombre de Amalia María Lamota, de origen aragonés, su suegro fue el general Juan Pistarini (1882-1956), vicepresidente de Edelmiro Julián Farrell, y su primo político el también general Pascual Pistarini (1915-1999), un impulsor del régimen militar autodenominado Revolución Argentina, que depuso al presidente constitucional Arturo Umberto Illia.
A los veinte años soñó con ser azafata, pero comenzó su carrera de modelo en los años 60 desfilando para casas de moda refinadas como Jacques Dorian.
Junto con grandes figuras del modelaje, Pistarini integró y fue miembro fundante de la primera comisión directiva de la Asociación Modelos Argentinos, creada en 1967, cuando fue secretaria general, mientras que Chunchuna Villafañe era la secretaria administrativa y Ante Garmaz, el secretario gremial. Más adelante presidió esa asociación que fue el primer gremio que representó a los trabajadores y trabajadoras del modelaje en el país.
En 1999 fue vicepresidenta y voluntaria de la Fundación de Ayuda al Inmunodeficiente (Fundai) del Hospital Muñiz.
También trabajó en publicidades icónicas para gráfica y televisión como el comercial de vino Resero con vestimenta de Horacio Lannes, así como tuvo participaciones en la coconducción de programas de televisión. Trabajó en el ciclo Las artes marriages" con Walter Murúa y Eduardo Lorenzo Borocotó
En cine tuvo su única incursión y protagónico en la película de 1973, Las dos culpas de Betina junto a Eduardo Rudy y dirección de Ignacio Tankel.
Perteneció a la camada de modelos de alta popularidad como Claudia Sánchez, Chunchuna Villafañe, María Noel, Marta Cerain, María Victoria Bueno, María Marta Lagarrigue y Susana Giménez.
Falleció a causa de una enfermedad con la que venía luchando hacia largo tiempo el 2 de marzo de 2021 a los 83 años. Junto a su marido, un comerciante de lanchas tuvo tres hijas: Patricia, Claudia y Mariana.